# Bjørn Odmar Andersen
Bjørn Odmar Andersen (Horten, 14 marzo 1943 – Horten, 4 gennaio 2008) è stato un allenatore di calcio e calciatore norvegese, di ruolo attaccante.

## Carriera

### Giocatore

#### Club
Andersen vestì la maglia dello Ørn, per poi trasferirsi a Bergen per il servizio militare. Dal 1963 al 1964, quindi, giocò per il Brann: vinse il campionato 1963 e collezionò 28 presenze e 3 reti in squadra. Dopo questo biennio, fece ritorno allo Ørn.
Nel 1969, passò allo Strømsgodset. Vi rimase per le successive cinque stagioni, vincendo un campionato (1970) e tre coppe nazionali (1970, 1971 e 1973).

#### Nazionale
Conta 10 presenze per la Norvegia. La prima di queste apparizioni fu datata 16 maggio 1961, quando fu schierato nel pareggio per 1-1 contro il Messico.

### Allenatore
Una volta conclusa l'attività agonistica, diventò un allenatore. Guidò lo Ørn dal 1974 al 1977, per poi diventare tecnico del Tønsberg Turn (dal 1980 al 1982) e del Sarpsborg (dal 1983 al 1984). Nel 1985, fu allenatore dello Strømsgodset. Successivamente, ricoprì lo stesso incarico al Tønsberg FK, al Falk (prima dal 1989 al 1990 e poi dal 1992 al 1993) e al Runar (dal 1994 al 1998).

## Palmarès

### Giocatore

#### Club

##### Competizioni nazionali
- Campionato norvegese: 2

Brann: 1963
Strømsgodset: 1970
- Coppa di Norvegia: 3

Strømsgodset: 1969, 1970, 1973